# موسيقى تيخانو
تيخانو (بالإنجليزية: Tejano)‏، هو نمط موسيقي ويأتي من جنوب تكساس والمكسيك. وهو يتكون من مجموعة من الالفنون مثل الرقصات البوهيمية والبوب والموسيقى المكسيكية، وموسيقى المارياتشي التي تغنى باللغة الأسبانية. وتعتبر سيلينا من أكثر المطربين شعبية فأصبح لقبها «ملكة موسيقى التيخانو» ، وهذ الموسيقى لها شعبية كبيرة جدا في الولايات المتحدة الأمريكية والمكسيك.

## المغنون الشعبيون
- سيلينا (Selena) أصبحت «ملكة موسيقى التيخانو» في أوائل التسعينات. ونمت شعبيتها إلى حد كبير في جميع أنحاء العالم.
- المافيا (La Mafia)
- روبرتو بوليدو (Roberto Pulido)
- لورا كاناليس (Laura Canales)
- ديفيد (David Marez)
- بيت Astudillo
- جنيفر بينيا (Jennifer Pena)

## التكريم
هنالك جوائز سنوية تسمى بـ «جوائز موسيقى التيخانو» وهي تكرم أولئك الذين لهم شعبية في هذا النمط الموسيقي.
أنماط موسيقية أخرى تتأثر بموسيقى التيخانو أو أنها متأثرة بها مثل موسيقى تكس إم